# Nevado Caraz
Il Nevado Caraz, chiamato anche Caraz (da non confondere con l'omonima città), è un gruppo montuoso della Cordillera Blanca, in Perù, nel dipartimento di Ancash.

## Aspetto fisico
Ci sono tre distinte cime nel gruppo. La più alta è il Caraz I (6.025 m), detto anche Caraz de Parón, perché la sua parete sud è visibile dal lago di Parón. Le altre due cime vengono chiamate Caraz II (6.020 m) o Caraz de Santa Cruz e Caraz III (5.720 m). Il gruppo montuoso fa parte del massiccio detto Macizo del Huandoy, nella parte settentrionale della Cordillera Blanca.

## Alpinismo
La prima salita al Caraz I risale al 14 giugno 1955, quando Hermann Huber, Alfred Koch, e Helmut Schmidt la raggiunsero dal versante orientale. La stessa cordata ha raggiunto per prima la cima del Caraz II il 16 giugno 1955 attraverso la cresta sud-est.
Il Caraz III, di quota ben inferiore ai primi due, è stato salito solo il 5 luglio 1971 dalla cordata italiana di Vincenzo Degasperi, Remo Nicolini, Marco Pilati e Bruno Tabarelli de Fatis.